# عبد العزيز السنيد

عبد العزيز بن عبد الرحمن السنيد، (1922م/ 19 فبراير 2012)، أحد رواد الصحافة في المنطقة الشرقية بالسعودية، وأحد أهم الشخصيات التي عرفت في مرحلة الخمسينات من القرن الماضي بعملها الدؤوب لتحسين ظروف وقوانين العمل والعمال.
ولد في منطقة الخميسية، في قضاء سوق الشيوخ بمحافظة الناصرية (محافظة ذي قار)، في جنوب العراق سنة 1341هـ (1922)، لأسرة نجدية من مدينة بريدة بالقصيم، نزحت للعراق مع بداية القرن العشرين لطلب الرزق والبحث عن فرص للعمل.
درس الابتدائية في العراق، وأكمل المتوسطة والثانوية في دمشق والتحق بالجامعة بكلية الحقوق، لكنه لم يكمل دراسته لظروف خاصة. ثم عمل بدائرة التعلم في شركة أرامكو السعودية، وأسَّس اللجنة العمالية عام 1953م.ومن ثم انتخب في أول مجلس بلدي بالدمام.وقام مع رفيق دربه يوسف الشيخ يعقوب بإصدار صحيفة «الشباب» 1372هـ 1952م، بموافقة رسمية في عهد الملك عبد العزيز، وطلب الملك منه أن يغير مسماها إلى «الجزيرة»، وكانت تطبع في البحرين، وتوزع في شرق المملكة، إضافة إلى «إذاعة صوت الجزيرة العربية».